# Parque nacional Torres del Paine
El parque nacional Torres del Paine es una de las áreas silvestres protegidas más importantes de Chile. Se encuentra ubicado entre la Cordillera de los Andes y la estepa Patagónica, en la Comuna de Torres del Paine, provincia de Última Esperanza, entre los 51° de latitud sur y 72° 57′ de longitud oeste, distante unos 60 km de Puerto Natales y a 301.2 km de Punta Arenas. Fue creado el año 1959 y es administrado por la Corporación Nacional Forestal.
Con un territorio de 227 298 hectáreas, comprende la cordillera Paine y su famoso macizo, que incluye las cumbres Paine Grande y sus conocidas torres, que le otorgan su nombre. En su interior se encuentran una gran variedad de hitos geográficos naturales como valles, el río Paine, los lagos Grey, Pehoé, Nordenskjöld y Sarmiento, y los glaciares Grey, Pingo y Tyndall, pertenecientes al Campo de Hielo Patagónico Sur. A contar del año 1978, el área fue incorporada como reserva de la biosfera por la UNESCO.
Conocido internacionalmente por la belleza escénica de su entorno, recibe anualmente más de 280 000 visitantes, la mayoría de ellos extranjeros, convirtiéndose en la tercera área protegida chilena por visitas. Entre sus reconocimientos, en una edición especial de la revista National Geographic, las Torres del Paine fueron escogidas como el quinto lugar más hermoso del mundo. Igualmente, el parque fue seleccionado como la octava maravilla del mundo en 2013, luego de que recibiera más de cinco millones de votos en el concurso que realizó el sitio Virtual Tourist.
Dueño de una rica historia, este territorio fue primeramente habitado por el pueblo indígena aonikenk o tehuelche, cuyos registros, en algunos casos, alcanzan más de 3500 años de historia, y cuyos vestigios se encuentran dentro del actual parque nacional. Este pueblo se vio gravemente afectado por la llegada de colonizadores occidentales en la zona de Última Esperanza a partir del año 1870, lo que derivó en su expulsión y desaparición. A partir del año 1900, la zona fue objeto de una rápida colonización para la explotación ganadera, siendo subdividida en 12 predios que abarcaron tamaños entre 600 y más de 10 000 hectáreas. El año 1959, como producto de diferentes campañas de habitantes de la Región y de visitantes, durante el gobierno del presidente Jorge Alessandri se estableció una primera área protegida, la cual fue rápida y sucesivamente ampliada hasta alcanzar el tamaño actual.
El establecimiento de este parque nacional ha permitido la protección y recuperación de grandes zonas explotadas anteriormente con fines ganaderos y agrícolas, además de una transformación de la economía de la Región con un crecimiento sostenido del turismo y sus servicios asociados. Se ha estimado al año 2018, que este parque contribuye al 10 % del producto interno bruto regional, equivalente a M$190.000. Pese a esta situación, el territorio se ha visto afectado por grandes incendios forestales que han dañado grandes extensiones de su territorio, destacándose los eventos de los años 1883, 1985 (12 500 ha), 2005 (15 000 ha) y 2011-2012 (17 600 ha).

## Historia

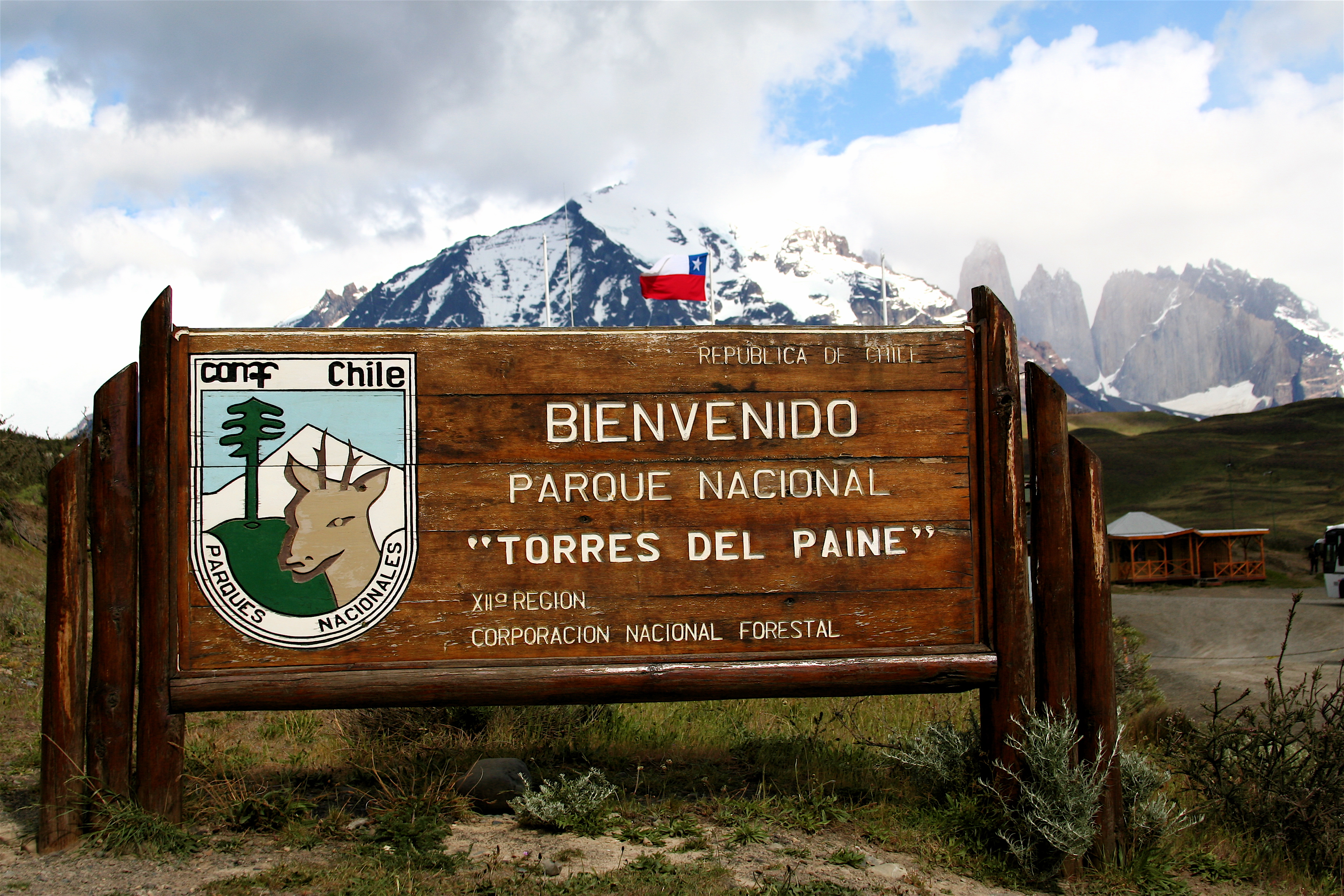
Entrada del parque, administrada por la Corporación Nacional Forestal (Conaf).

El parque fue creado el 13 de mayo de 1959. En 1977, Guido Monzino donó 12 000 hectáreas (30 000 acres) al Gobierno de Chile y se establecieron sus límites definitivos. La Unesco lo declaró reserva de la biosfera el 28 de abril de 1978. 
En los últimos años, el parque ha debido enfrentar diversos incendios forestales producidos por el hombre, que han consumido vastas extensiones de vegetación. El 10 de febrero de 1985, un turista japonés dejó una colilla mal apagada, lo que desató un incendio que consumió cerca de 14 000 hectáreas del parque. Veinte años después, un turista checo volcó una cocinilla y originó otro incendio, que abrasó una superficie de más de 15 000 hectáreas, de las cuales más de 11 000 afectaron directamente al parque. El gobierno de República Checa costeó 30 000 árboles para cooperar con la reforestación de la zona dañada. A fines de 2011, el parque nacional Torres del Paine nuevamente fue víctima de un enorme incendio forestal, que consumió más de 17 000 hectáreas, esta vez debido a que un ciudadano israelí encendió papel higiénico en lugar no autorizado El gobierno chileno agradeció la ayuda de Argentina en su intento de contener este último incendio, cuyas proporciones requirieron el apoyo internacional.

En diciembre del año 2017 a través de una auditoría de la Contraloría Regional de Magallanes se advirtieron múltiples irregularidades por parte de la Corporación Nacional Forestal regional, entre las que destaca falta de documentación respecto al cambio de uso de ciertos suelos y la falta de fiscalización a sectores concesionados.

## Vías de acceso
Se accede en cualquier época del año por la Ruta CH-9 pavimentada, que une Punta Arenas y Puerto Natales y se continúa por un camino asfaltado recientemente, unos 100 km y luego por un camino de ripio. En época invernal, es recomendable utilizar cadenas por lo inestable de las condiciones climáticas. También se puede llegar por vía marítima y aérea.

## Clima

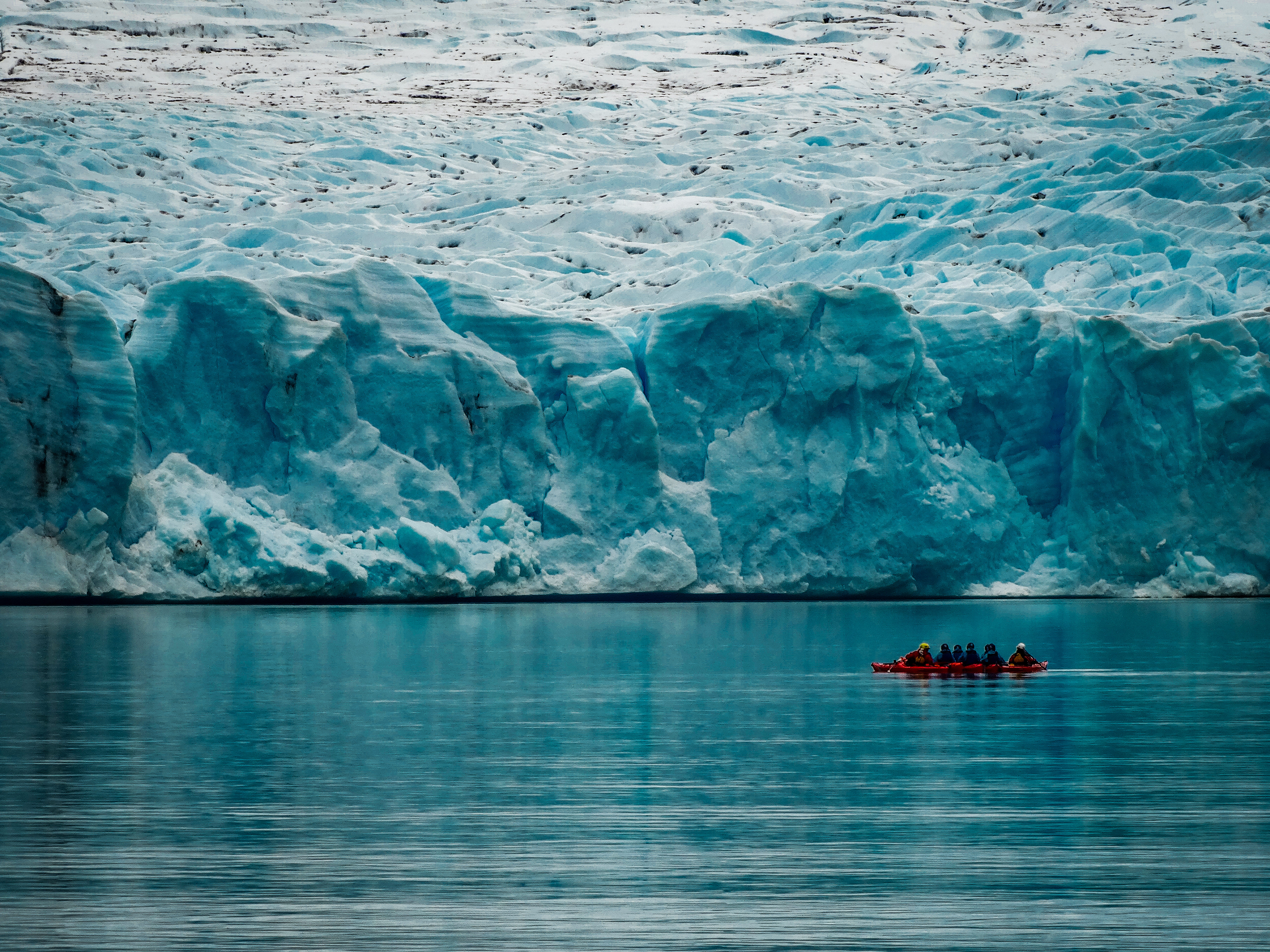
Glaciar Grey.

Según la clasificación de Köppen, el parque se encuentra en la zona de clima templado frío lluvioso sin temporada seca. Las condiciones meteorológicas del parque son muy variables a causa de la compleja orografía.

### Pluviometría
Los meses más lluviosos son marzo y abril, con una media mensual de 80 mm. Esto representa el doble del período julio-octubre, que son los meses más secos.

### Temperatura
La zona se caracteriza por presentar veranos frescos, con temperaturas inferiores a 16 °C durante el mes más caluroso (enero). El invierno es relativamente riguroso, con una temperatura mínima media del mes más frío (julio) de -2,5 °C.

### Viento
En el parque nacional Torres del Paine y sus alrededores imperan fuertes vientos durante todo el año. En ocasiones pueden alcanzar ráfagas de hasta 150 km/h, tal como sucedió el 16 de febrero de 2016, cuando un bus volcó producto del viento, por lo que resultaron lesionados once pasajeros.

## Geografía

### Hidrología

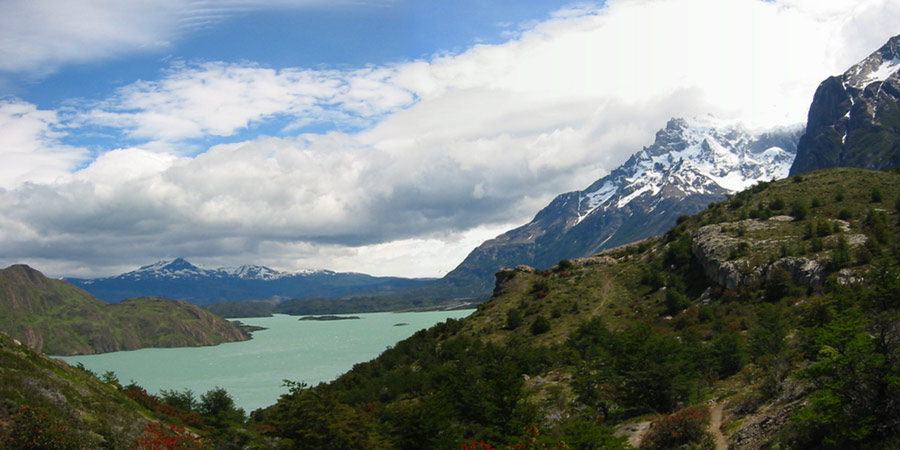
Lago Nordenskjöld.

El parque posee una gran red de drenaje, formados por numerosos ríos, arroyos, lagos, lagunas y cascadas que nacen del Campo de Hielo Patagónico Sur y realizan su recorrido desde el noreste hasta el Seno Última Esperanza, que baña las costas de la ciudad de Puerto Natales. Los cursos de agua presentan un perfil longitudinal muy accidentado, con cambios bruscos en su pendiente, generando cascadas y rápidos.
El Campo de Hielo Sur ocupa toda la parte occidental del parque. Alimenta a cuatro principales glaciares; éstos son, de norte a sur, los glaciares Dickson, Grey, Zapata y Tyndall, este último con un fuerte retroceso. El más grande es el Glaciar Grey. Su frente se divide en dos brazos, debido a la aparición de una península en el hielo, llamada comúnmente como la Isla o Nunatak, que se descubre un poco más por cada año transcurrido. El brazo oriental mide alrededor de 1,2 km mientras que el occidental tiene una anchura cercana a 3,6 km. La longitud del glaciar en su recorrido por el interior del parque es de 15 km.a

## Biodiversidad

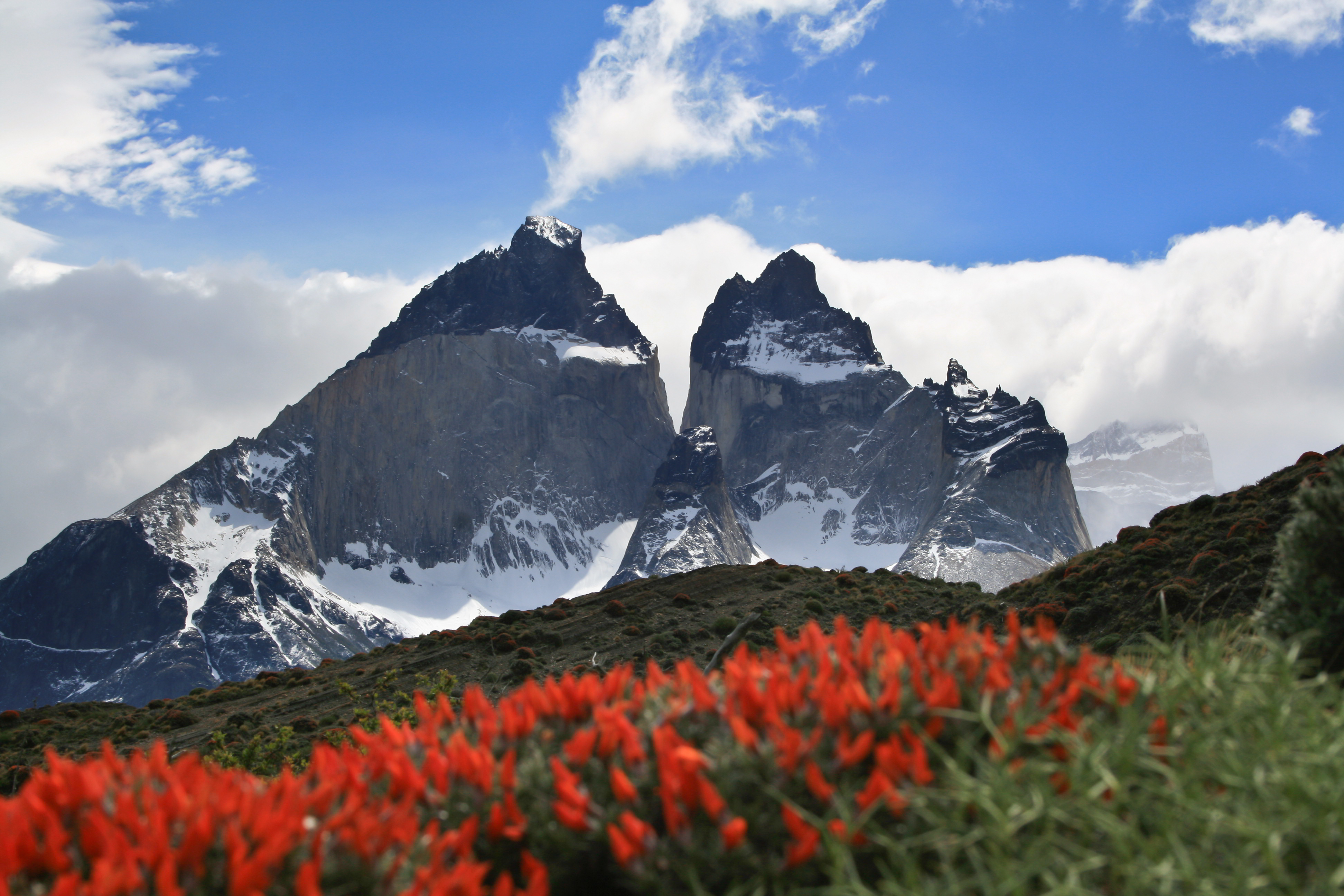
Los Cuernos del Paine.

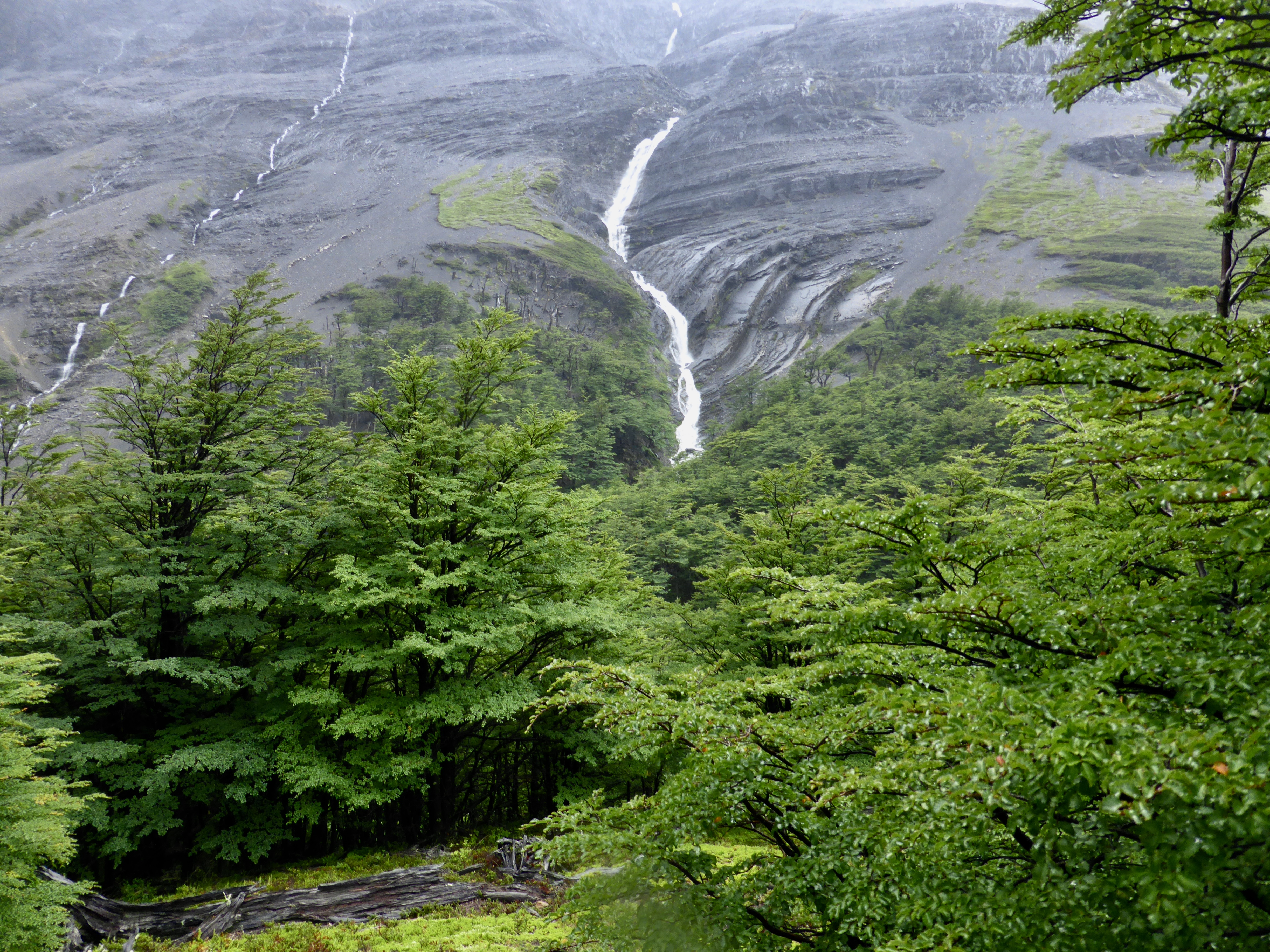
Bosque bajo la lluvia en la Cordillera Paine.

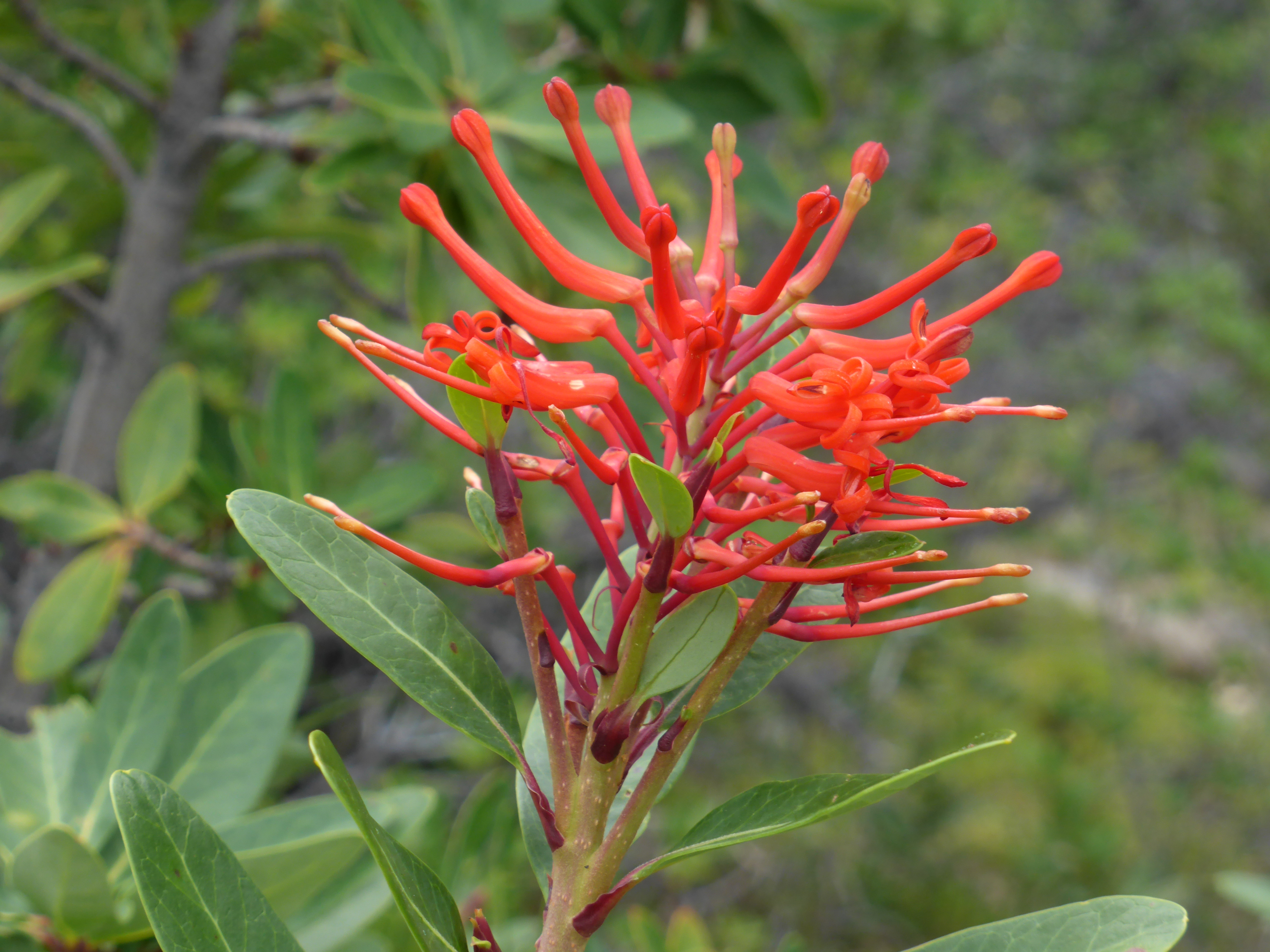
Flor de notro (Embothrium coccineum).

### Flora
El último estudio de envergadura sobre la flora del parque fue el realizado por Pisano en 1974. Este estudio contempla cuatro zonas bióticas que componen el conjunto territorial del parque, determinada por el tipo vegetacional:

#### Matorralxerófitopre andino
Confinada a los terrenos planos y mesetas, la mayor parte presenta adaptaciones destinadas al almacenamiento de agua. Expuestas al intenso viento, su territorio se extiende principalmente sobre una franja más o menos continua de anchura variable, sobre mesetas, en pequeñas alturas del borde occidental del macizo y al norte del lago Sarmiento. Más al norte, entre la Laguna Amarga y la Laguna Azul, se entremezcla con la estepa patagónica.
La especie dominante es la Mulinum spinosum (mata barrosa) asociada a las especies Anarthrophyllum desideratum, Discaria serratifolia, Nardophyllum obtusifolium y Baccharis magellanica. La cobertura herbácea es rica en especies como Acaena integerrima, Collomia biflora, Festuca gracillima, Festuca magellanica etc. Es uno de los ecosistemas de páramo andino más importantes de Chile y uno de los seis más importantes del mundo.

#### Bosques magallánicos
En el bosque caducifolio magallánico predominan los árboles del género Nothofagus, falsas hayas, o hayas del sur, como el ñirre (Nothofagus antarctica) y la lenga (Nothofagus pumilio). 
En el bosque siempreverde magallánico lluvioso, domina el coigüe de Magallanes (Nothofagus betuloides), que es un árbol siempreverde o perennifolio. El notro o ciruelillo (Embothrium coccineum), es un pequeño árbol con flores de color rojo intenso.

#### Estepa patagónica
La estepa patagónica, sometida a gran estrés hídrico, presenta plantas adaptadas a la sequía destacando pastos de gramíneas y arbustos áfilos y espinosos de baja cobertura. Algunas de las especies presentes en la estepa patagónica son Hyalis argentea, Poa ligularis, Jarava humilis, Senecio filaginoides, Grindelia chiloensis, Chuquiraga avellanedae, Chuquiraga erinacea (subespecie hystrix), Lycium chilense, Troncosoa seriphioides, Mulinum spinosum, Larrea divaricata, Schinus johnstonii, Condalia microphylla, Prosopis alpataco, Prosopidastrum globosum, Atriplex lampa, Suaeda divaricatav y Ephedra ochreata. 

#### Desierto andino
Caracterizado por la sequedad, los fuertes vientos y el frío, este bioma se caracteriza por la pobreza de vegetación y la escasa cobertura predominando las gramíneas y algunos arbustos espinosos adaptados al déficit hídrico, el frío y los fuertes vientos.

### Fauna

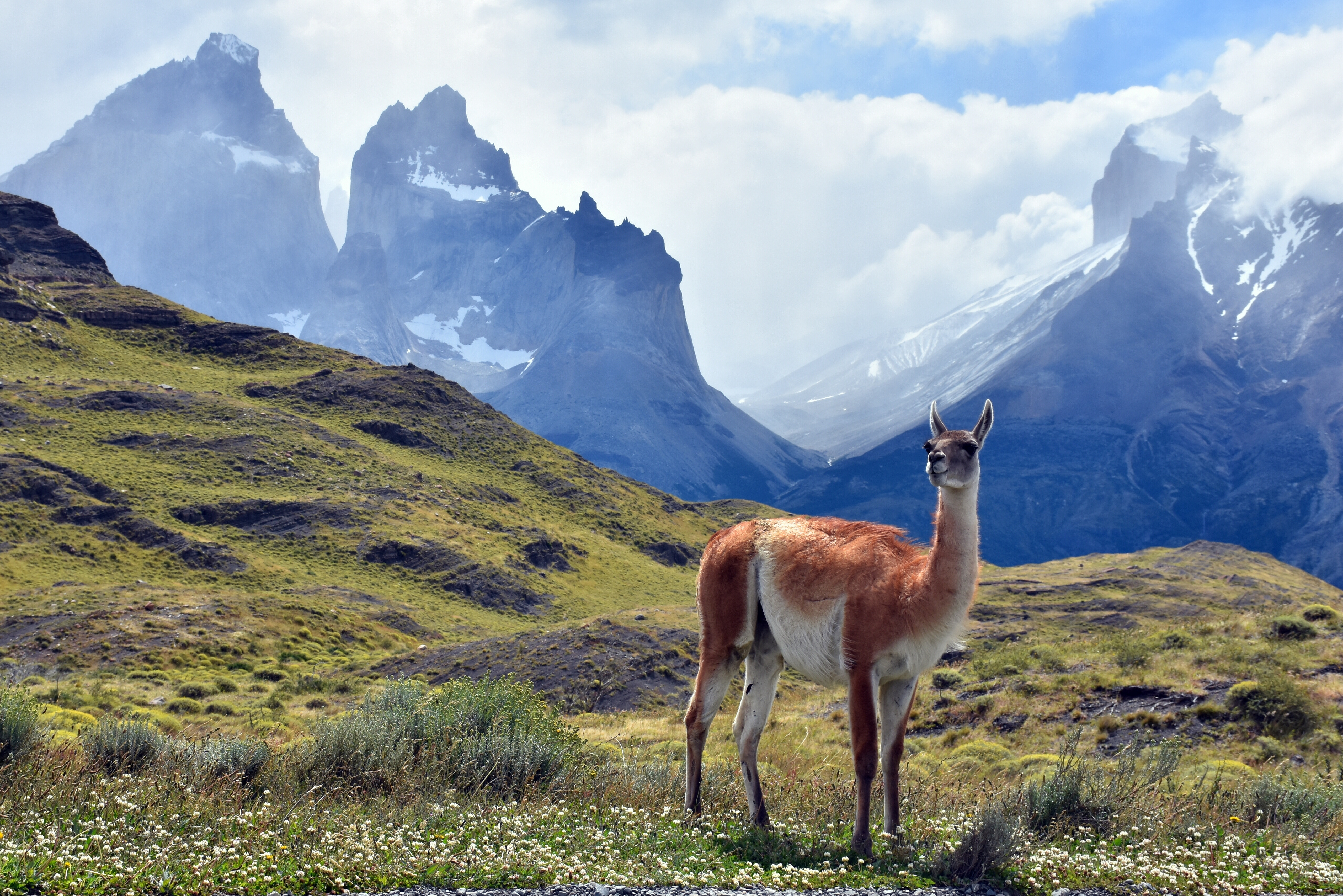
Un guanaco frente a los Cuernos del Paine.

La fauna del parque es muy variada, siendo en gran parte nativa de Chile. Los animales más fáciles de observar son los guanacos, que viajan en grandes manadas; también hay zorros culpeos y chillas, peludos, chingues y huemules, que viven principalmente en los bosques del parque; piches, ñandúes, cóndores, águilas, una gran variedad de patos, taguas, cisnes de cuello negro y coscoroba, tucúqueres, martines pescadores, chunchos, pimpollos, pumas, los que son muy protegidos en el área, y güiñas, que son mucho más escasas.[cita requerida]

## Visitantes
Este parque recibe una gran cantidad de visitantes chilenos y extranjeros cada año.
| Año         | 2014    | 2015    | 2016    | 2017    | 2018    | 2019    | 2020    | 2021   | 2022    | 2023    | 2024    |
| ----------- | ------- | ------- | ------- | ------- | ------- | ------- | ------- | ------ | ------- | ------- | ------- |
| Chilenos    | 87.328  | 89.013  | 115.522 | 113.978 | 120.969 | 118.118 | 65.373  | 75.453 | 92.577  | 84.001  | 165.695 |
| Extranjeros | 110.175 | 122.873 | 136.925 | 150.822 | 168.776 | 186.829 | 77.508  | 4.022  | 47.881  | 136.899 | 201.731 |
| Total       | 197.503 | 211.886 | 252.447 | 264.800 | 289.745 | 304.947 | 142.881 | 79.475 | 140.458 | 220.900 | 367.426 |

## Protección del subsuelo
El parque nacional Torres del Paine cuenta con una protección de su subsuelo como lugar de interés científico para efectos mineros, según lo establece el artículo 17 del Código de Minería. Estas labores sólo pueden ser ejecutadas mediante un permiso escrito por el presidente de la República y firmado además por el ministro de Minería.
La condición de lugar de interés científico para efectos mineros fue establecida mediante Decreto Supremo N°131 de 29 de agosto de 1989 y publicado el 21 de octubre de 1989. que fija el polígono de protección.